# Harold C. McGugin

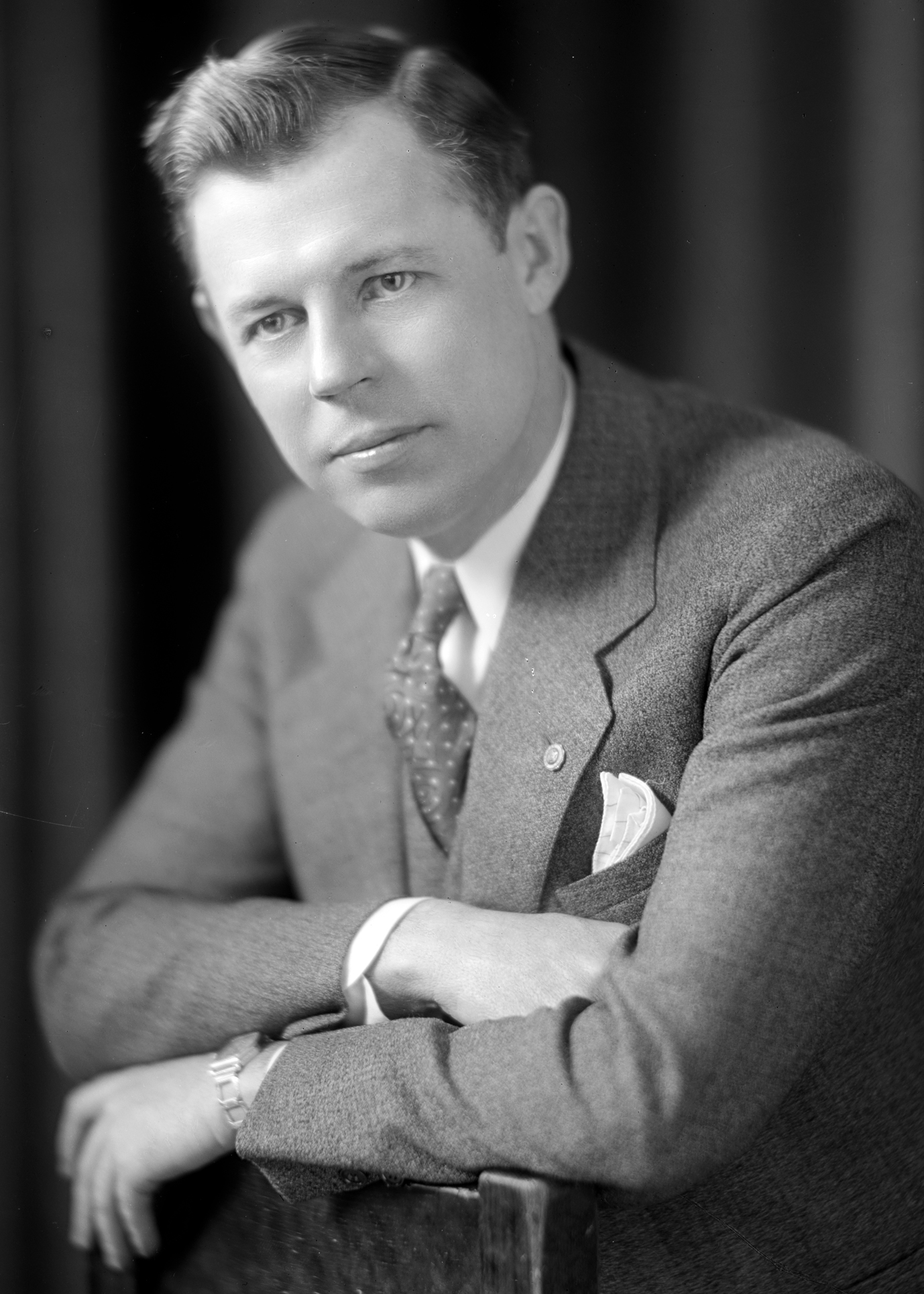
Harold C. McGugin

Harold Clement McGugin (* 22. November 1893 bei Liberty, Montgomery County, Kansas; † 7. März 1946 in Hot Springs, Arkansas) war ein US-amerikanischer Politiker. Zwischen 1931 und 1935 vertrat er den dritten Wahlbezirk des Bundesstaates Kansas im US-Repräsentantenhaus.

## Werdegang
Harold McGugin besuchte die öffentlichen Schulen in Liberty und zog im Jahr 1908 nach Coffeyville. Dort besuchte er bis 1912 die High School. Nach einem Jurastudium am Washburn College in Topeka und seiner im Jahr 1915 erfolgten Zulassung als Rechtsanwalt begann er in Coffeyville in seinem neuen Beruf zu arbeiten. Während des Ersten Weltkrieges war er Oberleutnant der US Army. Er war im Generalstab in Brest (Frankreich) tätig.
Politisch war McGugin Mitglied der Republikanischen Partei. Zwischen 1927 und 1929 war er Abgeordneter im Repräsentantenhaus von Kansas. Im Jahr 1929 war er auch der juristische Vertreter der Stadt Coffeyville. Bei den Kongresswahlen des Jahres 1930 wurde er im dritten Distrikt von Kansas in das US-Repräsentantenhaus in Washington, D.C. gewählt, wo er am 4. März 1931 die Nachfolge von William H. Sproul antrat. Nach einer Wiederwahl im Jahr 1932 konnte er bis zum 3. Januar 1935 zwei Legislaturperioden im Kongress absolvieren. Bei den Wahlen des Jahres 1934 unterlag er dem Demokraten Edward White Patterson.
Nach dem Ende seiner Zeit im Kongress arbeitete McGugin wieder als Anwalt. Während des Zweiten Weltkrieges stieg er in der US-Armee bis zum Oberstleutnant auf. Dabei war er wieder in Frankreich eingesetzt, wo er sich eine Krankheit zuzog, an der er im März 1947 verstarb.